# Willie D. Burton
Pour les articles homonymes, voir Burton.
Cet article possède un paronyme, voir Willie Burton (homonymie).
Willie D. Burton est un ingénieur du son américain né à Tuscaloosa (Alabama).

## Biographie
Willie D Burton, lors de ses années au lycée, travaille dans un magasin d'électro-ménager et développe un intérêt pour l'électronique. Les possibilités de trouver du travail dans ce domaine étant très restreintes pour un Afro-Américain à cette époque en Alabama, il décide de déménager à Long Beach (Californie), où il peut étudier l’électronique au Compton City College (en). Après avoir obtenu son diplôme, il veut travailler dans la télédiffusion, mais il lui faut pour cela être syndiqué. En 1969, il est le premier Noir à obtenir la carte de l'International Sound Technicians Union, ce qui lui permet alors de travailler sur plusieurs séries télé.
En 1975, il arrive à se faire engager par Sidney Poitier sur le tournage de Let's Do It Again (en), qui marque le vrai début de sa carrière.
Il est membre du conseil d'administration de la Cinema Audio Society

## Filmographie (sélection)
- 1975 : Let's Do It Again (en) de Sidney Poitier
- 1978 : The Buddy Holly Story de Steve Rash
- 1978 : Blue Collar de Paul Schrader
- 1979 : Le Syndrome chinois (The China Syndrome) de James Bridges
- 1980 : Au-delà du réel (Altered States) de Ken Russell
- 1983 : Wargames (WarGames) de John Badham
- 1985 : La Couleur pourpre (The Color Purple) de Steven Spielberg
- 1985 : Les Goonies (The Goonies) de Richard Donner
- 1988 : Bird de Clint Eastwood
- 1989 : Always de Steven Spielberg
- 1989 : L'Arme fatale 2 (Lethal Weapon 2) de Richard Donner
- 1989 : Indiana Jones et la Dernière Croisade (Indiana Jones and the Last Crusade) de Steven Spielberg
- 1990 : 48 heures de plus (Another 48 Hrs.) de Walter Hill
- 1992 : Les Experts (Sneakers) de Phil Alden Robinson
- 1993 : Dans la ligne de mire (In the Line of Fire) de Wolfgang Petersen
- 1993 : Nom de code : Nina (Point of No Return) de John Badham
- 1994 : Les Évadés (The Shawshank Redemption) de Frank Darabont
- 1995 : Seven (Se7en) de David Fincher
- 1995 : Sur la route de Madison (The Bridges of Madison County) de Clint Eastwood
- 1996 : À l'épreuve du feu (Courage Under Fire) d'Edward Zwick
- 1997 : Minuit dans le jardin du bien et du mal (Midnight in the Garden of Good and Evil) de Clint Eastwood
- 1999 : La Ligne verte (The Green Mile) de Frank Darabont
- 1999 : 8 millimètres (Eight Millimeter) de Joel Schumacher
- 2000 : Charlie et ses drôles de dames (Charlie's Angels) de McG
- 2002 : Panic Room de David Fincher
- 2003 : Charlie's Angels : Les Anges se déchaînent ! (Charlie's Angels: Full Throttle) de McG
- 2006 : Dreamgirls de Bill Condon
- 2010 : Mon beau-père et nous (Little Fockers) de Paul Weitz
- 2011 : La Couleur des sentiments (The Help) de Tate Taylor
- 2014 : Selma d'Ava DuVernay
- 2015 : NWA: Straight Outta Compton (Straight Outta Compton) de F. Gary Gray

## Distinctions

### Récompenses
- BAFTA 1984 : meilleur son pour Wargames
- Oscar du meilleur mixage de son
  - en 1989 pour Bird
  - en 2007 pour Dreamgirls

### Nominations
- Oscar du meilleur mixage de son
  - en 1979 pour The Buddy Holly Story
  - en 1981 pour Au-delà du réel
  - en 1984 pour Wargames
  - en 1995 pour Les Évadés
  - en 2000 pour La Ligne verte
  - en 2024 pour Oppenheimer
- BAFTA 1989 : meilleur son pour Bird